# スタンホープ伯爵
スタンホープ伯爵（スタンホープはくしゃく、英語: Earl Stanhope [ˈstænʊp]）、またはスタナップ伯爵（スタナップはくしゃく）は、グレートブリテン貴族。1718年から1967年まで存続した。

## 歴史
1718年、国王ジョージ1世の重臣ジェームズ・スタンホープ少将が初代スタンホープ伯爵に叙されたことで創設された。爵位は男系継承とされた。スタンホープは初代チェスターフィールド伯爵フィリップ・スタンホープの五男アレクサンダーの息子であり、1717年にミノルカ島のマオンのスタンホープ子爵およびダービーシャーのエルヴァーストンのスタンホープ男爵に叙されていた。これらの2爵位はジェームズ・スタンホープの男系が断絶した場合にジョン・スタンホープ（初代ハリントン伯爵ウィリアム・スタンホープの父）の子孫が継承できると定められた。スタンホープ伯爵、子爵、男爵はいずれもグレートブリテン貴族である。

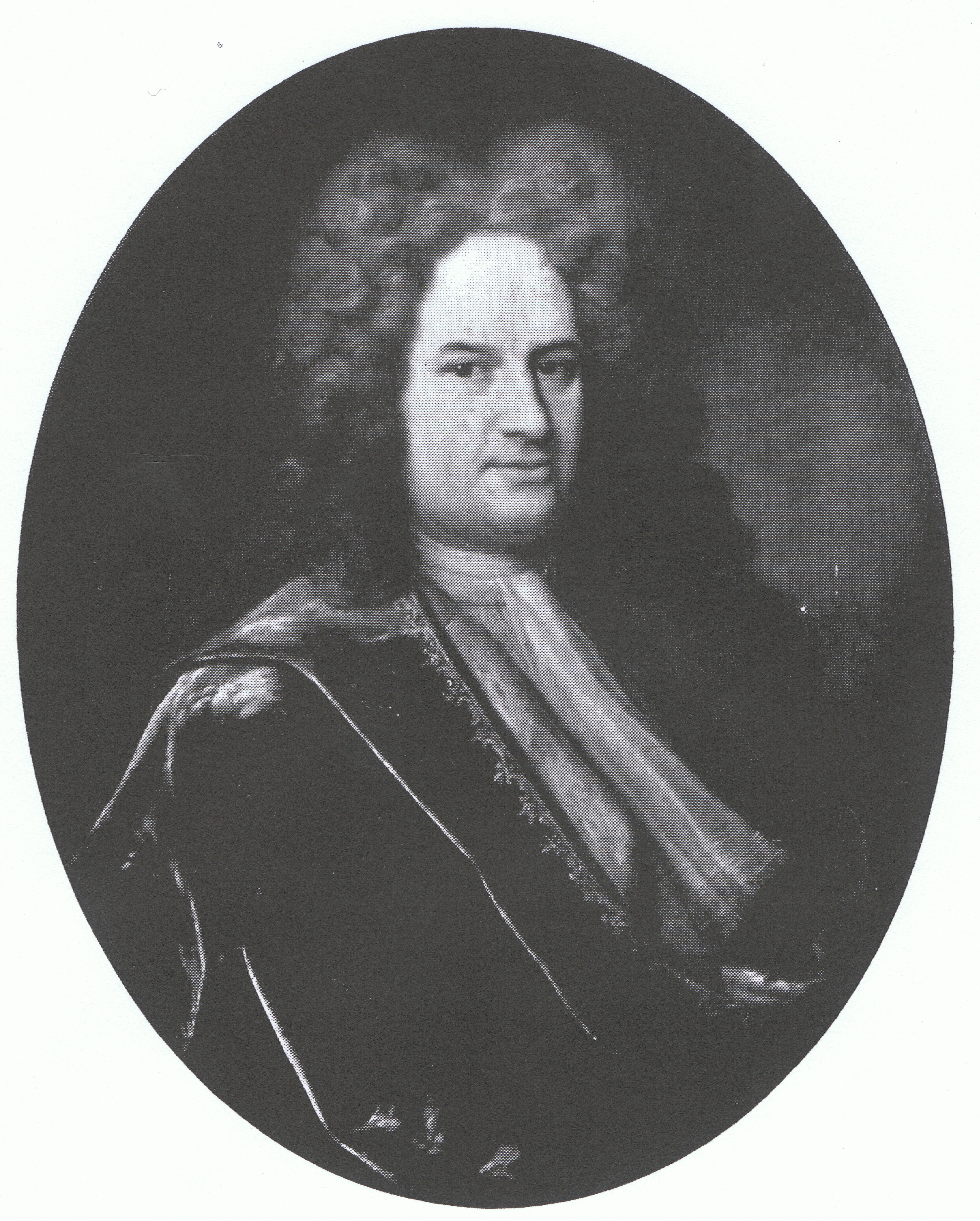
初代スタンホープ伯爵ジェームズ・スタンホープ、バルタザール・デンナー作、1715年/1716年頃。

初代伯の孫である第3代伯爵は政治家、科学者であり、フランス革命に同情的な態度をとったため「市民スタンホープ」（Citizen Stanhope）と呼ばれた。第3代伯爵の息子である第4代伯爵は1806年から1816年まで庶民院議員を務め、カスパー・ハウザーに関与したことで知られる。その息子である第5代伯爵はトーリー党の政治家、歴史学者であり、外交次官を務め、小ピットの伝記を出版した。その息子である第6代伯爵は保守党の政治家で、ベンジャミン・ディズレーリの第2次内閣で1874年から1875年まで大蔵卿を務め、またケント州統監も務めた。
第6代伯爵の息子である第7代伯爵も保守党の政治家であり、教育委員会議長、貴族院院内総務、海軍大臣を歴任した。1952年、遠戚の第12代チェスターフィールド伯爵エドワード・ヘンリー・スクーダモア＝スタンホープからチェスターフィールド伯爵とスタンホープ男爵（「エルヴァーストンのスタンホープ男爵」とは別）の爵位を継承した。しかし、彼はチェスターフィールド伯爵の爵位について議会招集令状を申請しなかったため、貴族院にはスタンホープ伯爵として登院した。1967年に第7代伯爵が死去すると、スタンホープ伯爵、チェスターフィールド伯爵、スタンホープ男爵が断絶した。マオンのスタンホープ子爵エルヴァーストンのスタンホープ男爵は遠戚の第11代ハリントン伯爵ウィリアム・スタンホープが継承した。
スタンホープの推定相続人はマオン子爵という儀礼称号を使用した。
初代ウェアデイル男爵フィリップ・スタンホープは第5代スタンホープ伯爵の三男にあたる。
伯爵家の旧邸宅には、エルヴェイストン城、チーヴニング・ハウスがあった。

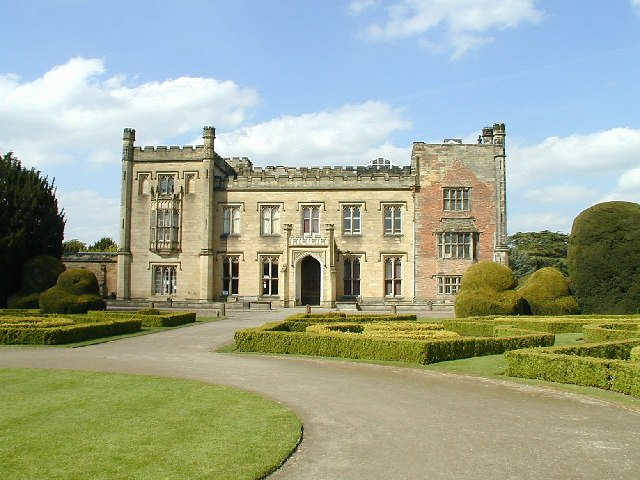
エルヴェイストン城（英語版）
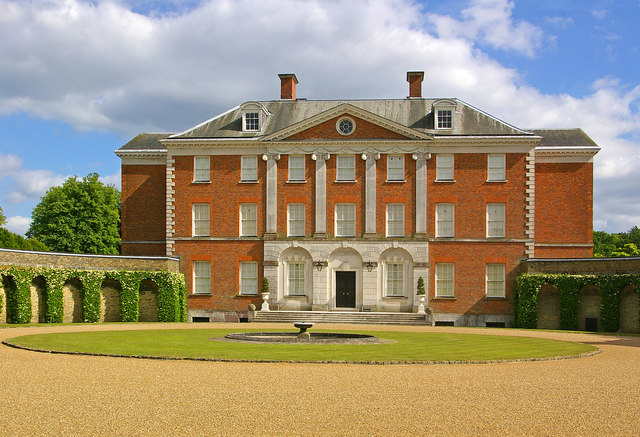
チーヴニング・ハウス（英語版）

## 一覧

### マオンのスタンホープ子爵（1717年）
- 初代スタンホープ子爵ジェームズ・スタンホープ（1673年 - 1721年） - 1718年、スタンホープ伯爵に叙される

### スタンホープ伯爵（1718年）
- 初代スタンホープ伯爵ジェームズ・スタンホープ（1673年 - 1721年）
- 第2代スタンホープ伯爵フィリップ・スタンホープ（1714年 - 1786年）
  - マオン子爵フィリップ・スタンホープ（1746年 - 1763年）
- 第3代スタンホープ伯爵チャールズ・スタンホープ（英語版）（1753年 - 1816年）
- 第4代スタンホープ伯爵フィリップ・ヘンリー・スタンホープ（英語版）（1781年 - 1855年）
- 第5代スタンホープ伯爵フィリップ・ヘンリー・スタンホープ（英語版）（1805年 - 1875年）
- 第6代スタンホープ伯爵アーサー・フィリップ・スタンホープ（英語版）（1838年 - 1905年）
- 第7代スタンホープ伯爵および第13代チェスターフィールド伯爵ジェームズ・リチャード・スタンホープ（英語版）（1880年 - 1967年）

### マオンのスタンホープ子爵（1717年、継続）
第7代スタンホープ伯爵が死去すると、スタンホープ伯爵は断絶した。マオンのスタンホープ子爵とエルヴァーストンのスタンホープ男爵は遠戚の第11代ハリントン伯爵ウィリアム・スタンホープに遡って継承され、同伯爵位の従属爵位となった。
- 第11代ハリントン伯爵および第8代マオンのスタンホープ子爵ウィリアム・ヘンリー・レスター・スタンホープ（英語版）（1922年 - 2009年）
- 第12代ハリントン伯爵および第9代マオンのスタンホープ子爵チャールズ・ヘンリー・レスター・スタンホープ（英語版）（1945年 - ）
  - 推定相続人：ピーターシャム子爵ウィリアム・ヘンリー・レスター・スタンホープ（1967年生）
    - 推定相続人の推定相続人：オーガスタス・スタンホープ（2005年生）